# Johann Nepomuk Berger (politiker)
Johann Nepomuk Berger, född den 16 september 1816, död den 9 december 1870, var en österrikisk jurist och politiker, far till Alfred von Berger.
Berger blev 1841 jur.dr. i Wien och 1844 lärare vid teresianska riddarakademien samt började följande år med stor framgång advokatverksamhet i samma stad. År 1848 invaldes Berger i Frankfurtparlamentet, där han tillhörde de liberala stortyskarna och med skärpa uppträdde emot förslaget att överlämna den tyska kejsarvärdigheten åt kungen av Preussen. År 1861 insattes han i nederösterrikiska lantdagen och 1863 i riksrådets deputeradekammare. Där räknades han till det liberala partiets huvudman och tog såsom utskottsledamot, referent över viktiga lagförslag och lycklig talare en betydande andel i det parlamentariska arbetet. 
Redan 1861 hade Berger tagit till orda för en dualistisk delning av monarkin (i skriften Zur Lösung der österreichische Verfassungsfrage) och detta föranledde Beust att i sitt kabinett uppta honom (dec. 1867) som minister utan portfölj. Berger tillhörde den minoritet i ministären, som önskade förlikning med de slaviska nationaliteterna på grundval av direkta parlamentsval istället för lantdagsdelegationer, och han avgick (januari 1870) jämte Taaffe och Potocki, då deras av Berger författade så kallade "minoritetsmemorandum" avvisades.